# Hope (rivière de Canterbury)
Pour les articles homonymes, voir Hope.
La rivière Hope (en anglais : Hope River) de la région de Canterbury est l’une des trois rivières portant ce nom dans l’Île du Sud de la Nouvelle-Zélande.

## Géographie
C’est un affluent du fleuve Waiau.
La rivière Hope prend naissance au col de “Hope Pass” dans les Alpes du Sud, qui est la principale ligne de partage des eaux de l’île du Sud .
La rivière court vers le nord-est et passe à travers le parc Forestier du Lac Sumner puis vers le sud jusqu’à une inflexion vers l’est le long d’une vallée formée par la faille de Hoppe, qui est une ligne de  faille tectonique significative .
Elle est rejointe par un affluent majeur, qui est la rivière Boyle, qui coule vers le sud à partir du col de Lewis Pass à quelque 12 km en amont de sa confluence avec le fleuve Waiau. Le fleuve Waiau provient d’une vallée latérale et continue vers l’est le long de la vallée de la faille de Hope avant de tourner au sud à travers une gorge près de Hanmer Springs.
Un chemin de randonnée suit les berges de la rivière et a été équipé de plusieurs refuges par le « Department of Conservation ».